# 1182年
| 千纪： | 2千纪 |
| 世纪： | 11世纪 \| 12世纪 \| 13世纪 |
| 年代： | 1150年代 \| 1160年代 \| 1170年代 \| 1180年代 \| 1190年代 \| 1200年代 \| 1210年代                                                       |
| 年份： | 1177年 \| 1178年 \| 1179年 \| 1180年 \| 1181年 \| 1182年 \| 1183年 \| 1184年 \| 1185年 \| 1186年 \| 1187年                             |
| 纪年： | 壬寅年（虎年）；西夏祐十三年；大理嘉会二年；金大定二十二年；西辽天喜五年；南宋淳熙九年；越南貞符七年；日本治承六年，養和二年，壽永元年 |

## 大事记
- 拜占庭的玛丽亚长公主反叛皇太后安条克的玛丽的摄政政府，后讲和，又召本都总督安德洛尼卡进京，玛丽太后的摄政政府被推翻并发生拉丁大屠杀。安德洛尼卡软禁太后，毒杀长公主夫妇，后又以叛国罪为由将太后关入地牢并迫使阿历克塞二世皇帝下令处决太后。

## 出生
- 7月5日-亞西西的方濟各，方濟各會（又稱「小兄弟會」）的創辦者。
- 8月12日-源賴家，日本鎌倉幕府第二代將軍。

## 逝世
- 9月-安条克的玛丽，拜占庭皇太后。